# Kutamukti
Kutamukti is een bestuurslaag in het regentschap Karawang van de provincie West-Java, Indonesië. Kutamukti telt 3845 inwoners (volkstelling 2010).